# Malcolm Ebiowei
Malcolm Perewari Ebiowei (Lambeth, 4 september 2003) is een Engelse professionele voetballer die als middenvelder of aanvaller speelt voor de Premier League-club Crystal Palace. 

## Clubcarrière
Ebiowei werd op vijfjarige leeftijd opgenomen in de jeugdopleiding van Chelsea, en speelde vervolgens ook nog in de academies van Arsenal en West Ham United.
In 2021 tekende hij zijn eerste profcontract bij Championship-club Derby County. Ebiowei maakte zijn debuut op 8 februari 2022, toen hij inviel in de 93e minuut bij een 3-1 overwinning van Derby tegen Hull City. Op 30 april 2022 scoorde Ebiowei zijn eerste doelpunt voor de club toen hij het al gedegradeerde Derby op voorsprong zette in een 2-0 overwinning uit bij Blackpool. 
Na de degradatie van Derby Country maakte Ebiowei op 26 juni 2022 de overstap naar Crystal Palace, waar hij een vijfjarig contract tekende. Hij maakte zijn debuut in de openingswedstrijd van het seizoen 2022-23 tegen Arsenal door in de 86e minuut in te vallen voor Eberechi Eze. Na drie wedstrijden voor Palace werd Ebiowei op 19 januari 2023 voor de rest van het seizoen 2022-23 verhuurd aan Hull City. Hier speelde hij een groot deel van het tweede seizoen alvorens in de zomer van 2023 terug te keren naar Crystal Palace.

## Interlandcarrière
Ebiowei is van Nigeriaanse afkomst, maar heeft ook een Nederlands en Engels paspoort. Hij speelde in twee wedstrijden voor de O15 van Nederland, beiden tegen Italië, maar koos vervolgens toch voor het Engelse elftal. 
Hij speelde één wedstrijd voor Engeland O16 tegen Turkije en maakte op 21 september 2022 zijn debuut voor Engeland O20 als invaller tijdens een 3-0 overwinning tegen Chili.

## Carrièrestatistieken

### Club
Tot en met 22 april 2023
| Club           | Seizoen      | Competitie     | Competitie | Competitie | FA Cup  | FA Cup | EFL Cup | EFL Cup | Andere  | Andere | Totaal  | Totaal |
| Club           | Seizoen      | Divisie        | Wedstr.    | Goals      | Wedstr. | Goals  | Wedstr. | Goals   | Wedstr. | Goals  | Wedstr. | Goals  |
| -------------- | ------------ | -------------- | ---------- | ---------- | ------- | ------ | ------- | ------- | ------- | ------ | ------- | ------ |
| Derby County   | 2021–22      | Championship   | 16         | 1          | 0       | 0      | 0       | 0       | 0       | 0      | 16      | 1      |
| Crystal Palace | 2022–23      | Premier League | 3          | 0          | 0       | 0      | 2       | 0       | —       | —      | 5       | 0      |
| Hull City      | 2022–23      | Championship   | 12         | 0          | 0       | 0      | 0       | 0       | —       | —      | 12      | 0      |
| Career total   | Career total | Career total   | 31         | 1          | 0       | 0      | 2       | 0       | 0       | 0      | 33      | 1      |